# Peltogaster curvatus
Peltogaster curvatus is een krabbezakjessoort uit de familie van de Peltogastridae. De wetenschappelijke naam van de soort is voor het eerst geldig gepubliceerd in 1873 door Kossmann.